# René Descartes
René Descartes (latinosított nevén Renatus Cartesius; (La Haye-en-Touraine, 1596. március 31. – Stockholm, 1650. február 11.) francia filozófus, természetkutató és matematikus.
Vele kezdődik az újkori filozófia antropológiai fordulata, valamint ő volt az analitikus geometria egyik megalapítója. Műveiben az egzakt természettudományok eredményeit és a matematika módszereit alkalmazta. Filozófiájában a szubjektum erős hangsúlyozása és a lehető legnagyobb bizonyosságra való törekvés a jellemző.
Szembefordulva a skolasztikus filozófiával, az addigi hagyományos világnézettel, valamint a puszta hit alapján elfogadott álláspontokkal, az összes addigi igaznak elfogadott ismeret lerombolását, majd racionális érvelések útján való újjáépítését tűzte ki fő feladatának. Innen alakult ki az ismert descartes-i kételkedés, és a biztos, megingathatatlan alap keresése, melyet Descartes az öntudat bizonyosságában vélt megtalálni.
Műveiben egy új metafizikai és egy új természetelmélet bontakozik ki – valami, amit joggal lehet racionalizmusnak vagy mechanizmusnak nevezni, bár nem fér bele egyik kategóriába sem. Descartes műve épp úgy tele van ellentmondással, mint egyénisége. Egyformán lehet benne az „idealizmus atyját” és a „materializmus atyját” látni. De vallását tekintve mindig is római katolikus volt.

## Élete

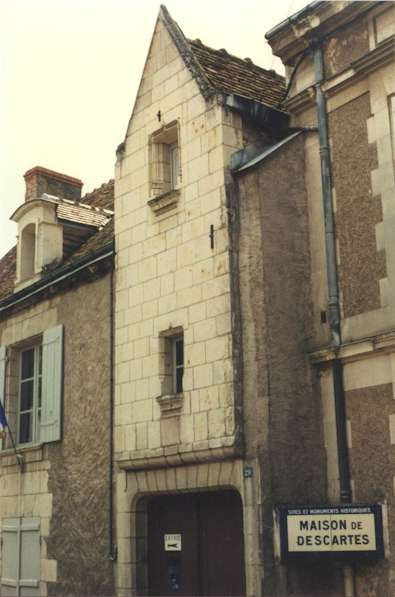
Descartes szülőháza

René Descartes a közép-franciaországi Touraine megye La Haye nevű városában (ma már elnevezték róla Descartes-nak) született 1596-ban. Nemes, ám nem gazdag, sem nem híres családból származott. Apai nagyapja orvos volt, apja Joachim pedig jogász, 1586-tól pedig Bretagne „parlamentjének” tanácsosa.
Tanulmányait a IV. Henrik által alapított La Flèch-i jezsuita líceumban kezdte, amely egyike volt Európa legkiválóbb iskoláinak. Itt elsajátította a latin nyelvet, valamint megismerhette a kor legújabb tudományos fölfedezéseit és nézeteit (pl. Galileinek a Föld forgásáról vallott elképzeléseit). 1610-ben részt vett IV. Henrik szívének temetésén, ez és más hasonló események royalista érzületet alakítottak ki benne. Élete során több ilyen jellegű eseményen vett részt: 1619-ben, II. Ferdinánd koronázásakor Frankfurtba látogatott, majd a velencei dózse és az Adria jelképes házasságkötésén is részt vett. Életében fontos szerepet játszott több királyi hölgy is: a száműzetésben élő Erzsébet, pflazi hercegnő, később pedig az önmagát száműző Krisztina svéd királynő, akinek sajátos kívánsága, a kora hajnali filozófialecke néhány nap alatt halálát okozta.
A Collège Royalt 1612-ben vagy 1614-ben hagyta el, majd 1616-ban jogi licenciátust szerzett a poitiers-i egyetemen, 1618-ban pedig Hollandiába utazott – apja kérésére –, hogy a bredai katonai akadémián a kor hadmérnöki tudományát elsajátítsa. Bredában, Nassaui Móric herceg seregében megismerkedett Isaac Beeckman fizikussal, aki a "csodálatos tudomány", a matematika és a fizika felé fordította érdeklődését. Ő vezette rá Descartes-ot arra a felismerésre, hogy mekkora jelentősége van a matematikának a többi tudomány módszertana szempontjából.
1619-ben hosszabb utazásra indult. Először Koppenhágába ment, utána Lengyelországba, Magyarországra, Ausztriába és Csehországba is ellátogatott. Télre egy Ulm melletti parasztházba költözött, ahol a fizika matematizálására vonatkozó problémákkal foglalkozott. Itt történt, hogy – említése szerint – csodálatos álmot látott, amelyek saját álomfejtésével együtt meghatározták további életútját.

### A jósálmok és azok megfejtései

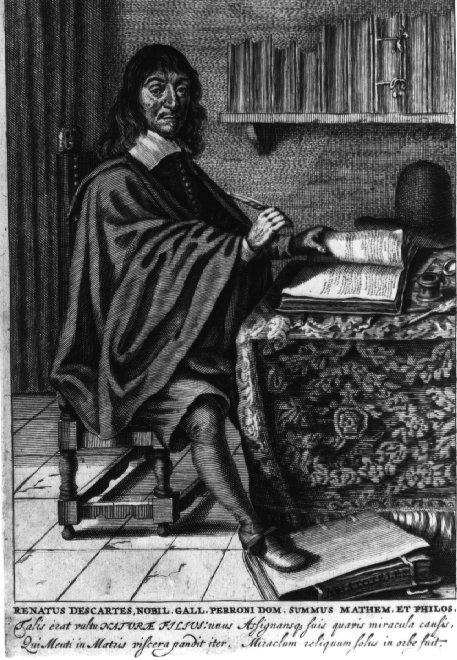
Descartes

Első álmában az utcán találta magát, valahová menni készült. Azonban egyszerre csak árnyékok vették körül, akik ijesztgetni akarták őt. Jobb oldalába erős fájdalom nyilallt, nem tudott felegyenesedni, s az erős szél többször is megforgatta a bal lába körül. Ekkor egy líceum épülete tűnt fel előtte, ő pedig elhatározta, hogy valamiképp be fog jutni oda. Miután bejutott a nyitott kapukon keresztül az épületbe, a kápolnába ment imádkozni. Útban a kápolna felé egy ismerőssel találkozott, akinek elfelejtett köszönni, ezért megfordult, de az erős szél megakadályozta, hogy az ismerős után menjen. Ekkor valaki a nevén szólította, majd azt mondta, hogy keresse meg N. urat, mert az szeretne adni neki valamit. Descartes-nak ekkor úgy tűnt, hogy egy dinnyét lát. Közben a szél is megszűnt fújni és mindenki meg minden szilárdan állt a lábán, ugyanekkor őt továbbra is valami hol erre, hol arra sodorta.
Miután felébredt álmából, éles fájdalmat érzett, s úgy vélte, egy gonosz szellem akarta megtéveszteni. Mivel nem tudott rögtön visszaaludni, a világban jelenlévő jóról és rosszról elmélkedett, amíg újból álom jött a szemére. Ezúttal mennydörgést hallott, kinyitotta a szemét és azt látta, hogy a szoba szikrákkal van tele. Ezt követően újból felébredt.
Harmadik álmában egy szótárt talált az asztalán, melyről nem tudta, hogyan került oda, a szótár mellett egy költői antológia volt. A címe Corpus Poetarum volt. A könyvet kezébe vette és fellapozta. A könyv Ausonius egyik költeményénél nyílt ki, melynek első sora a következő volt: Quod vitae sectabor iter? (Melyik életutat fogom választani?). Ekkor egy ismeretlen férfi jelent meg előtte, aki egy másik költeményt is ajánlott elolvasásra, az Est et non (Igen és nem) kezdetűt. Descartes keresni kezdte a költeményt, azonban sehol nem találta. Közben eltűnt a szótár is, majd újból megjelent az asztal másik sarkán, azonban már hiányos volt, végül a könyv és az ismeretlen férfi is eltűnt.
Álma egy részét még álmában értelmezte. Úgy vélte, a szótár a tudás teljességét, az antológia pedig a filozófia és a bölcsesség összekapcsolódását jelentette. További értelmezésében pedig úgy vélte, hogy a két költemény a morálteológiát, illetve az emberi megismerés igazságát és hamisságát jelentette; az igazságszellem ebben az álomban föl akarta tárni előtte a tudományok összességét.
A harmadik álom a jövőt hivatott megmutatni (az első kettőről úgy vélte, hogy a múltra vonatkozott). Az első két álom Isten jelzése volt, azt szerette volna közölni vele, hogy eddigi élete nem volt oly bűntelen. A templom irányába fúvó, erős szél a gonosz szellem volt, amely erőszakkal kísérelte meg eljuttatni oda, ahová egyébként magától is el akart jutni. A villámlás az "igazság szellemének jele volt, amely leszállt, hogy birtokba vegye őt".

### Új életeszme kezdete

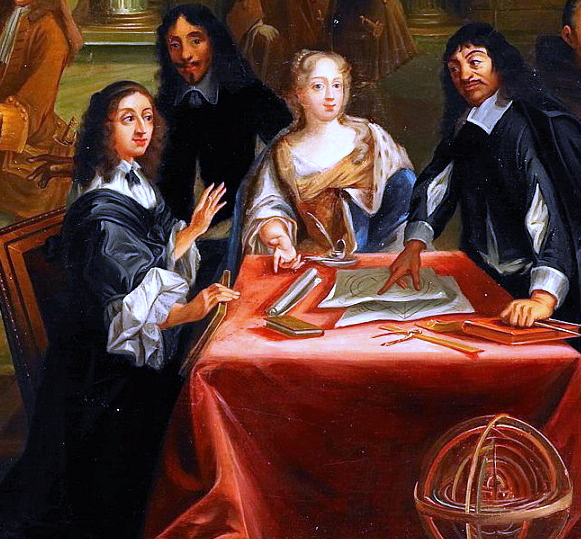
Dumesnil: Krisztina királynő tudósok körében (részlet)

A jósálmokat követően Descartes életeszméje megváltozott, úgy érezte, hogy ettől kezdve csak az igazság kutatásának kell szentelje az életét. A jósálmokért köszönetképpen egy lorettói zarándoklatot ajánlott fel, melyet 1624-ben teljesített.
Időközben elhagyta Ulmot, a bajor hercegi seregének tagjaként, és újabb utazásokba kezdett. 1625-től 1628-ig Párizsban élt, ahol tagja volt egy Marin Mersenne ferences szerzetes körül alakult tudós társaságnak. A társaság tagja volt többek közt Thomas Hobbes, Pierre Gassendi és Antoine Arnauld.
Descartes hajlamos volt az elkülönülő, magányos életvitelre. Fennmaradt róla egy anekdota is, mely szerint párizsi tartózkodása idején egy alkalommal megszökött ismert szálláshelyéről, és egy olyan negyedben vett ki szobát, ahol senki nem ismerte. Szállásadója, miután hetek múlva rábukkant, a kulcslyukon leste, miként tölti egész délelőttjét az ágyban, és hogyan hajol az ágy végére szerelt asztalkához néha, hogy írjon valamit. „A késői felkelés létszükséglet volt Descartes számára. (…) amint Krisztina svéd királynő utasította, hogy hajnali ötkor a palotában legyen, napokon belül meghalt” – írta Rainer Specht.
1628-ban újból Hollandiába költözött. Akkoriban Hollandia Európa többi részéhez képest a szabadság és a tolerancia földje volt. Fontos tudományos műhelyek – egyetemek, akadémiák – voltak országszerte. Descartes többnyire a városon kívül eső házakban lakott, gyakran váltogatta lakhelyeit, állatboncolásokat csinált, s megismerkedett a korszak legkiválóbb tudósaival.

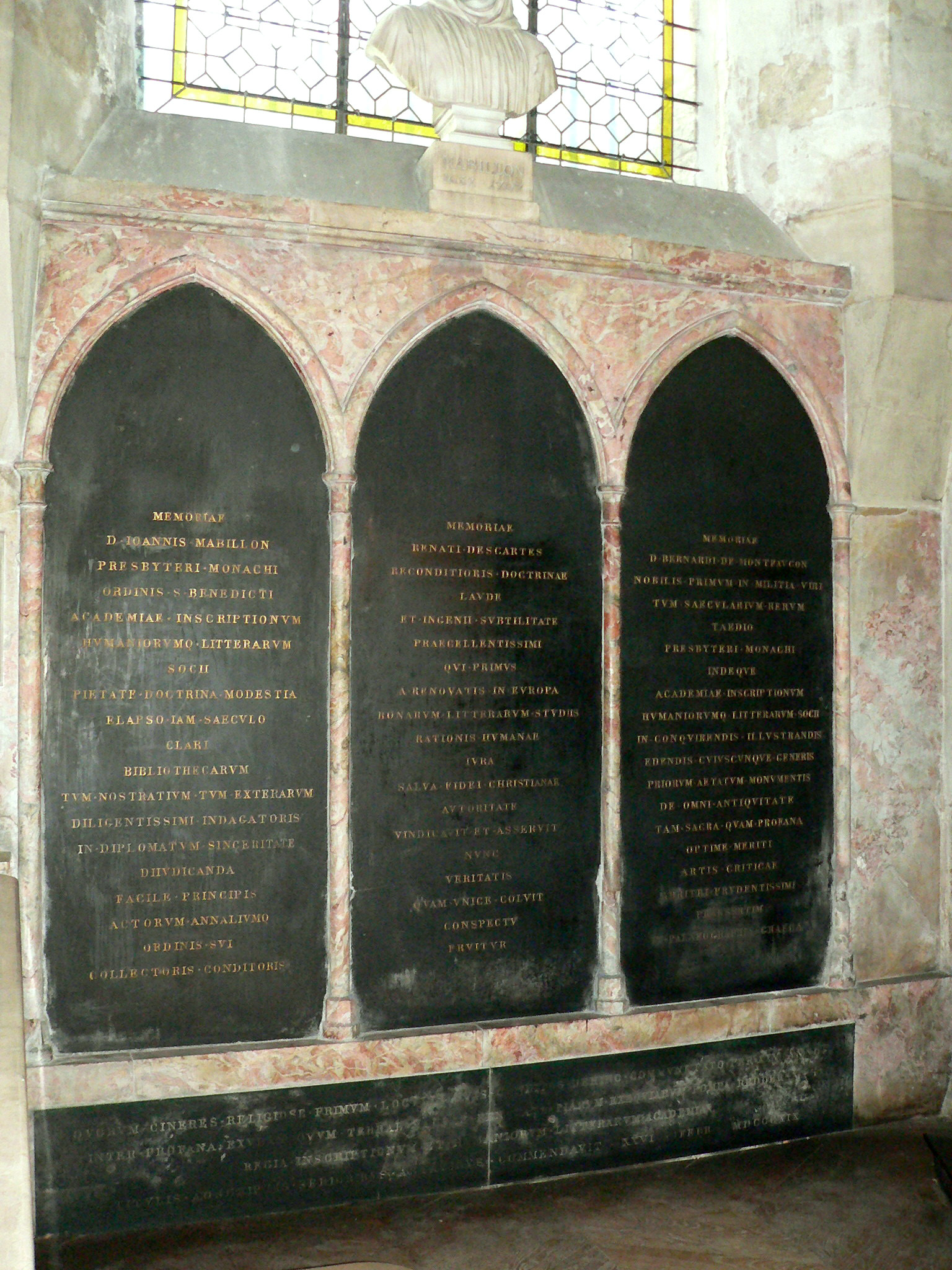
Descartes sírköve

Ekkoriban az egyik szolgálóleánytól gyereke született, akit a református templom anyakönyvébe jegyeztek be a következőképpen: Vader (apa): Reyer Jochems, Moeder (anya): Hijleana Jans; Kint: Fransintge. Azonban 1640-ben, atyja halálának évében meghalt a lánya is.
A negyvenes években Descartes filozófiája kapcsán heves viták zajlottak le a tudományos társaságokban, annyira, hogy egyes egyetemeken meg is tiltották nézeteinek tárgyalását. Eközben maga a filozófus háromszor is elutazott Franciaországba, 1644-ben, 1647-ben és 1648-ban. 1647-ben megismerkedett az ismert fizikus, matematikus és filozófus Blaise Pascallal.
1649. szeptember 1-jén, Krisztina királynő meghívására Stockholmba utazott a jezsuitákkal együtt. Ezt követően nemsokára, 1650. február 11-én tüdőgyulladásban meghalt, vagy pedig megmérgezték. Koponyája fennmaradt, a csontokból pedig nagymennyiségű arzén lerakódását mutatták ki, illetve egy korabeli – Van Wullen, Descartes orvosa által írt – levél is a mérgezésre utal. Nemrég[mikor?] azonban bebizonyították,[forrás?] hogy a halál oka valóban tüdőgyulladás volt, a testében talált arzén pedig valószínűleg egy gyógyszerből származhatott, melyet a tudós már hosszabb ideje szedett. Descartes-ot végül a Saint-Germain-des-Prés-i apátság templomában temették el.

## Filozófiája
Descartes gondolkodásának, filozófiájának módszerét az Értekezés az ész helyes vezetésének módszeréről című műben fejtette ki. Ez a következő, a matematikából kölcsönvett szabályokból állt:
- Minden előítéletet kerülve csak azt kell igaznak elfogadni, ami tisztán és világosan felfogható. (clare et distincte percipere)
- A problémákat mindig a lehető legtöbb részre kell bontani.
- A legegyszerűbb tárgytól „mintegy fokozatosan” kell a bonyolultabb felé haladni.
- A rendszer teljességét felsorolással kell biztosítani.

A módszer célja az, hogy az embert eljuttassa az „egyszerű természetekhez” (analitikus módszer): „ezeknek közvetlen evidenciával beláthatóknak kell lenniük (intuíció)”. Ezt követően, az ilyen ismeretekből, (certe et evidenter cognoscere) kell a következtethető tételeket levezetni (dedukció).
A szabályokról részletesebb leírással találkozhatunk az 1629-ben íródott Szabályok című műben, melyet mint Descartes igazi módszertani művét tartanak számon.
Megjegyzendő azonban, hogy Descartes a matematikai-geometriai módszert a filozófia számára csak mintául tekintette. A meditációkhoz csatolt függelék kísérletétől eltekintve, teljes szigorúsággal nem alkalmazta azt. Továbbá nem szándékozott módszerét a hitigazságokra is kiterjeszteni, melyek vizsgálatára – a hívő ember alázatos lelkületével – az észt nem tartotta illetékesnek.

### A kételkedés

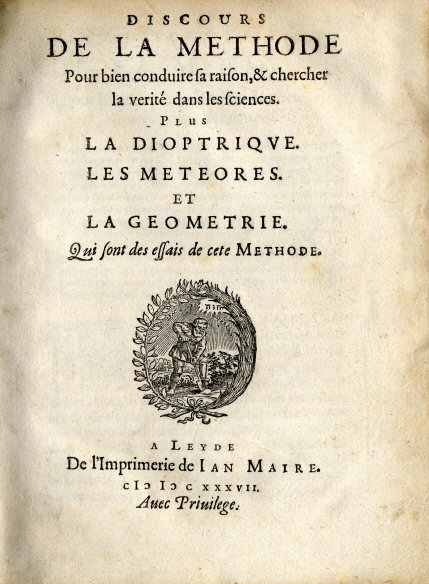
Az Értekezés a módszerről 1637-es kiadásának címlapja

A descartesi filozófia kiindulópontja a kételkedés: a módszerével olyan arkhimédészi támpontot szeretne találni, amely nem vonható kétségbe. Majd erre a szilárd alapra támaszkodva könnyű következtetésekkel bonyolultabb, de vitathatatlan igazságokhoz kívánt eljutni.
Az igazság nála nem a megismerés és a dolog megfelelősége, hanem a világos és határozott ismeret; a megismerő alanyban létrejövő evidencia. Ebben mutatkozik meg alapvetően Descartes racionalizmusa.
A kételkedés első lépése saját összes véleményének a megdöntése. Mivel az eddigi ismeretekről nem tudni elég bizonyosan, hogy helyesek-e, ezért az összes addigi ismeretet el kell vetni és az új, biztos alap megtalálása után újjá kell építeni a tudást. Descartes gondolkodásának egész fundamentumát aláásta, hogy nem csak az érzéki észlelésben kételkedik, hanem az emlékezet teljesítményében is, végül pedig a legevidensebb dolgokban is: „nem lehet, hogy tévedek, valahányszor a kettőt és hármat összeadom?” Hiszen lehet, hogy Isten, vagy egy gonosz, fondorlatos szellem (genius malignus) az embert mindenben félre akarja vezetni.

#### Descartes ideiglenes etikája
Tekintettel arra, hogy erkölcsi ítéleteink is kétellyel illethetők, Descartes ezeket is elvetette. Ezek elvetése után azonban szembe kellett néznie azzal a kérdéssel, hogy miféle morális szabályokat kövessen az ember, abban a köztes időben, amikor a neveltetése során elsajátított morális tudás igazságában már kételkedik, de a morális evidenciákra még nem bukkant rá.
Hogy a fent leírt problémát kiküszöbölje, Descartes felállított egy ideiglenes etikát, amely három vezérelvből állt. Az első elv: engedelmeskedni a haza törvényeinek, a szokásoknak és a vallásnak. A második elv: ha elköteleztük magunkat egy világnézet mellett, akkor biztos ok nélkül ne változtassunk rajta. A harmadik elv: a vágyak fékentartásáról szól. Az ember mindig annyit reméljen, és csak annyit akarjon a sorstól, amennyit kaphat. Inkább magát igazítsa a világhoz, mint a világot az ő gondolataihoz, inkább magát győzze le, mint a sorsot.

### „Gondolkodom, tehát vagyok”
Az elmélkedések során keresett biztos pontot Descartes az öntudat bizonyosságában vélte megtalálni. A szubjektum öntudata az a fundamentum, amelyre filozófia összes többi részét fel kell építeni.
De csakhamar láttam, hogy mialatt így mindent hamisnak akartam felfogni, szükségképp kellett, hogy én, aki ezt gondoltam, legyek valami. S mivel észrevettem, hogy ez az igazság: gondolkodom, tehát vagyok, olyan szilárd és olyan biztos, hogy a szkeptikusok legtúlzóbb felvetései sem képesek azt megingatni, azért úgy gondoltam, hogy aggály nélkül elfogadhatom a filozófia amaz első elvének, amelyet kerestem.
A gondolkodás képessége egyben azt is jelenti: tudok magamról. Descartes mind jobban kitágítja a gondolkodás fogalmát. Lassanként belekerül a lelki élet minden megnyilvánulása, az értelem, az akarat, a képzelet, az érzékek működése, a szemlélődés, a mozgás ok választása – vagyis minden, ami nem az emberben, hanem az ember által történik. Így a gondolkodás előbb csak a tudattal válik azonossá, aztán a lélekkel, végül az énnel, úgyhogy a cogito ergo sum majdnem ezzé a tautologikus tétellé zsugorodik: vagyok, tehát vagyok. A "gondolkodom, tehát vagyokkal" egyenrangúvá válik az "akarok, tehát vagyok", "látok, tehát vagyok", "fáj a fejem, tehát vagyok"
A „gondolkodom, tehát vagyok” részlet szállóigévé vált, latinul is közismert (cogito ergo sum).

### Descartes dualizmusa
Descartes azt érti szubsztancián, ami létében nem szorul semmi másra – szoros értelemben ez csak Isten. Isten azonban biztosítja a teremtett szubsztancia valódi létét és saját tevékenységét. A szubsztancia megnyilvánulásából ismerhető meg a lényeget alkotó alaptulajdonsága, attribútuma. Bár minőségi különbséget látott az érzéki észlelés és a fogalmi gondolkodás között, a fogalmi gondolkodást a fizikai látás modellje alapján képzelte el: úgy vélte, hogy a szubsztancia fizikai „test”, a kifelé forduló tapasztalás tárgya, holott valójában heurisztikus fogalom.
A kételkedés után fennmaradt gondolkodó dolog (res cogitans), azaz az éntudat, melyben egybeesik a szellem, a lélek, az értelem, illetve az ész, és amelynek azok a tulajdonságai vannak, hogy: „kételkedik, belát, igenel, tagad, akar, nem akar, amely képszerűen is elképzel és érez.” Nem reflektál azonban arra, hogy az én nem határozott fogalom: mást jelent nyelvtanilag, pszichológiailag, metafizikailag; továbbá nem ismerhető meg közvetlen világossággal, hanem csak tárgyra irányuló tudattevékenységek közvetítésével. Az éntudat nem tartalmazza a szellem határozott és világos fogalmát sem.
Ez szemben áll a kiterjedt testi világgal (res extensa).
A testi világot más dolgok jellemzik, mint a gondolkodó én világát. Ilyen jellegzetességek a mozgás, az alak, nagyság és számosság, hely és idő. Ezeket nevezzük elsődleges tulajdonságoknak. Ezek továbbá racionálisak, mert mennyiségileg és matematikailag megragadhatók. A szín, a hang, az édes és a keserű, a meleg és a hideg érzete`matematikailag nem írható le, ezért a másodlagos tulajdonságok közé sorolja őket.
A két szubsztancia tanában: res extensa és res cogitans éles dualizmus fejeződik ki: a kiterjedt testek és a tiszta gondolkodás egymástól teljesen külön szeparált birodalma létezik a világban a nemteremtett és a kiteljesedett isteni léten kívül. A lélek többé már nem a test szubsztanciális formája, hanem a kiterjedt testtel laza kapcsolatban álló „tudat”, amelynek székhelye a tobozmirigy. A test és a lélek elválasztása logikusan következik a tapasztalás és gondolkodás, az érzékelés és a szellem különválasztásából, a szellemi
megismerésről alkotott helytelen modellből. Mechanikus természetfilozófiája visszautasítja a természeten belüli minőségi különbséget. Nincs más, csak a kiterjedt test és a térbeli mozgás. A kiterjedés „fogalmáról” beszél ugyan, de valójában érzékelt képzetére, a kiterjedt test és az érzékelő alany, nem pedig a kiterjedések egymás közti összefüggésére gondolt. Descartes később elismerte a test és a lélek kölcsönhatását, továbbra is tagadta azonban az ember szubsztanciális egységét.

### Ismeretelmélete
Descartes az ismeretek, képzetek három fajtáját különbözteti meg:
- a tapasztalat által szerzett (ideae adventitiae),
- a képzeleterő által alkotott (ideae factitiae), valamint
- a velünkszületett (ideae innatae) képzeteket. Ez utóbbiakhoz tartozik Isten, önmagunk és mindazok az ismeretek, melyek egyetemes érvényűek és szükségképpen igazságot tartalmaznak.[6]

A velünk született eszmék nem származnak sem a tapasztalatból, sem a képzeletből. Ezeket Descartes kezdetben tényleges valóságoknak (entia guaedam) állította, melyeket Isten helyezett el lelkünkben. Később azt tartotta, hogy lehetőségek formájában rejtőznek az értelemben, mint az alak a viaszban, de ideának nevezte azt is, amit az értelem közvetlenül felfog, illetve azt is, amit az ész által nyerünk. Hirschberger szerint az idea innata a későbbi, Leibniz-fele észigazságot jelenti: valami, ami nem a tapasztalásból ered, hanem a tapasztalás megértésének és szellemi feldolgozásának a lehetősége.
A fogalmakat nem a dolgok hasonmásainak a bevésődése által szerezzük. Az érzéki benyomás zavaros, megbízhatatlan adatai ugyanis nem hozzák létre a fogalmat, hanem csak alkalmat szolgáltatnak arra, hogy a megfelelő fogalom tudatossá váljék bennünk. De mi biztosítja, hogy a velünk született eszméknek megfelelő dolgok – a világ – léteznek, mégpedig úgy léteznek, ahogy azokat eszméik feltüntetik? Ennek biztosítékát Descartes az isteni igazságszeretetben, tulajdonképpen Isten létében látta.

### Isten létének igazolása

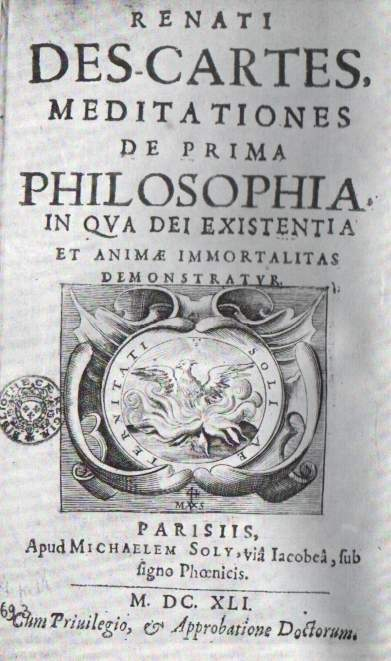
Elmélkedések az első filozófiáról

A kételkedés folyamán fennmaradt „én létezem” az öntudat bizonyosságának a foglya maradna, ha a kételkedés során szétrombolt viszonyt a külvilághoz nem próbálná meg helyreállítani. Descartes az istenbizonyíték által megdönthetetlenné váló ítéletek segítségével próbálja az egyensúlyt helyreállítani.
Isten létének a bizonyításához saját tudatának a képzetéből indult ki, majd Canterburyi Szent Anzelm ontológiai istenérvéhez kapcsolódott. Descartes szerint az eszmék vagy magából a tudatból, vagy a külvilágból származnak, vagy egy felsőbb hatalom ültette azokat az ember elméjébe. Isten eszméjénél azonban a külvilág nem jöhet szóba, mert a külvilág egyáltalán nem képes tiszta képzeteket nyújtani. Azonban az ember önmagából kiindulva sem képes Isten eszméjéhez eljutni:

„Ezután arról elmélkedve, hogy kételkedem, tehát lényem nem egészen tökéletes – mert azt világosan láttam, hogy a megismerés nagyobb tökéletesség, mint a kételkedés – azt kérdeztem magamtól, hogyan jutottam egy nálamnál tökéletesebb dolog gondolatára, s evidens módon felismertem, hogy az csak olyan természetű dologtól származhatik, amely valóban tökéletesebb nálam.”

– Értekezés a módszerről IV. 960.

Ez az érv támasztja alá, hogy az ok mindig több léttartalmat rejt magában, mint az okozat. Ugyanezen okból nem lehet ontológiailag alacsonyabb eszme oka a magasabbnak, az isteni szubsztanciának:

„Természetes eszünk egészen tisztán átláttatja velünk, hogy a ható és a teljes okban legalább annyi valóságnak kell lennie, mint okozatában…, hogy ami tökéletesebb, azaz amiben több a valóság, az nem lehet okozata vagy következménye a kevésbé tökéletesnek.”

– Elmélkedések az első filozófiáról 

A saját végességünk felismeréséből következően képtelenek vagyunk a végtelen szubsztancia megismerésére, befogadására, külső segítség nélkül.

„Bár rendelkezem a szubsztancia képzetével, hiszen magam is szubsztancia vagyok, ez azonban nem lehet a végtelen szubsztancia képzete, mivel magam véges vagyok. Ilyen képzet csak valóban végtelen szubsztanciából keletkezhet.”

– Elmélkedések az első filozófiáról 

Isten eszméje tehát velünk született eszme (idea innata). Mivel már velünk született eszme, ami független a külvilágtól, ezért a legnagyobb fokú bizonyosság illeti meg. A legnagyobb fokú bizonyosságból pedig következik annak igazságossága is, mivel ez lényegi hozzátartozója az "ens perfectissimum"-nak, a beteljesült létnek. Ezért a genius malignus hipotézise is összeomlik: Isten igazsága garantálja a világ és a rá vonatkozó ismeretek helyességét.
Descartes nem vette észre azonban okoskodása hibás körét. Azt állította, hogy elsődleges (nem levezetett), egyszerű (nem a tapasztalásból eredő) és pozitív (közvetlen) ismeretünk van Istenről. Ennek azonban éppen a fordítottja igaz. A velünk született isteneszmének csak annyi az igazságmagva, hogy – Nyíri Tamás szerint – értelmünk és akaratunk Istenre, a szellemi tevékenység lehetőségének feltételére irányul. Descartes is látja az ontológiai érv fogyatékosságát, ezért a bennünk lévő isteneszme létéből következtet az oksági elv segítségével az eszme létesítőjére, Istenre. Rendszerén belül azonban ellentmondás húzódik: az okság elvét is Istentől belénk oltott, tiszta és határozott ideának tartja. Ezzel azonban érvelése körben forgó (circulus vitiosus): abból indul ki, amit bizonyítani akar.

## Matematikai tevékenysége
A matematikában elsősorban geometriai munkássága miatt ismert, amit az Értekezés a módszerről mű függelékeként közölt Geometria című munkában ír le. A Descartes-féle koordináták (Lásd Descartes-féle koordináta-rendszer) (amit számos más nyelven latin nevéről Cartesian-nak neveznek) segítségével egy pont helyzetét az x, y koordinátákkal adhatjuk meg. Descartes aritmetizálta az euklideszi geometriát, azaz „míg az euklideszi szemlélet a belső tér nélküli, matematikai pontból és egyenesből indul ki, mint alapfogalomból, addig Descartes középpontba állítja az origót, a centrumot, és a belőle sugárzó alapirányokat: a vertikális és a horizontális tengelyt”. A descartes-i koordináta-rendszernek köszönhetően egy görbe algebrai egyenlettel leírható. A két egyenes által meghatározott sík minden pontja megadható egy számpárral; a két, egymásra merőleges tengely metszéspontja (az origó) koordinátái az (x,y) = (0,0) pont.
Descartes Geometria című könyve három részre oszlik: az első kettő témája az analitikus geometria, a harmadik könyv algebrai fejtegetéseket tartalmaz.

## A fizika területén tett kutatások
Descartes ismerte fel először, hogy a változások mindig kölcsönhatások következményei. Ez segítette Newtont a törvényeinek megalkotásában. Galileivel ellentétben (aki még jóval később is azt hitte, hogy a körmozgás a természetes mozgás), felismerte, hogy a természetes mozgás az egyenes vonalú mozgás.
Az általános ütközési elvből nyolc konkrét szabályt vezet le. Ezek egy része hibás. Mint arra Huygens is rámutat, Descartes nem vette figyelembe az impulzus vektor jellegét, vagyis nem tulajdonított előjelet a sebességnek.

## A descartes-i gondolkodás hatása az utókorra
Descartes gondolkodásának hatása egyaránt fellelhető a matematika, a későbbi filozófia, fizika és a pszichológia területén is. Az újkori filozófiában számos gondolkodó visszatért Descartes nézeteihez, ki ösztönzésért, ki pedig azért, hogy saját álláspontjukat a descartes-ival szemben határozzák meg.
A Descartes-hoz kapcsolódó gondolkodók egyik legjelentősebb csoportja az okkazionalisták köre volt. Ők a descartesi antropológia és metafizika együtteséből indultak ki, főként abból a descartes-i tanításból, amely szerint a világ minden pillanatban új, amennyiben rászorul Isten teremtő aktusára, valamint néhány olyan kijelentésre, miszerint az érzékek által közvetített testi jellegű ingerek pusztán csak alkalmat (latinul: occasio) adnak arra, hogy az elmében létrejöjjön az észrevevés. Jelentősebb okkazionalista gondolkodók J. Clauberg (1622–1665), G. de Cordemoy (1626–1684), L. de la Forge (1632–1666), A. Geulincx (1624–1669) és N. Malebranche (1639–1715).
A másik, az okkazionalistáknál sokkal ismertebb, Descartes tanait követő gondolkodó a kartezianizmus „reformátorának” nevezett Baruch Spinoza (1632–1677) volt. Ő a descartesi metafizikában leírt szubsztanciákból indult ki, azonban a két descartes-i szubsztanciát (res extensa és res cogitans), az egyetlen szubsztancia (Isten) végtelen sok attribútumai közül valóknak tekintette. Ennek megfelelően, az Etika című művében újjáépítette az egész karteziánus gondolkodási rendszert, majd kritizálta is azt.
Egy másik ismert gondolkodó, G. W. Leibniz, aki bár karteziánusnak nem nevezhető, de aki gondolatait részben a „karteziánus kihívásra” adott válaszként fejtette ki, a Metafizikai értekezés művét azzal kezdte, hogy igyekszik elhárítani a vádat, amely Istennek mint a legtökéletesebb lénynek a meghatározásával szemben fölhozható, azaz, hogy ez a fogalom ellentmondásos volna.
A felvilágosodás korában különös tisztelettel fordultak a gondolkodók Descartes „az értelem természetes világosságának” elsőbbrendűségét hirdető műveihez. A Descartes-kommentátorok kétféleképp közelítették meg a műveket: ahol lehetett, ateista, illetve materialista következtetéseket vontak le, ahol pedig nem, ott az előítéleteitől szabadulni nem tudó filozófust marasztalták el. Jó példa erre a kettősségre Holbach: A természet rendszere (ami egy kommentár a descartes-i istenérvekhez) és Nicolas de Condorcet: Az emberi szellem fejlődésének vázlatos története című művek.
A felvilágosodás gondolkodóihoz hasonlóan a német idealizmus nagy gondolkodóit, Schellinget és Hegelt is kettősség jellemzi a descartes-i gondolkodással kapcsolatban. Egyfelől a felszabadítót látják benne a skolasztika dogmáitól, ugyanakkor egyfajta tartózkodást is tanúsítanak e teljesítmény kapcsán. A következőket mondta erről Schelling: „Ennek a teljes elszakadásnak mindazonáltal megvolt a szükségszerű következménye, hogy a filozófia mintegy a második gyermekkorba lépett vissza, egyfajta éretlenségbe, amin a görög filozófia szinte már az első lépésével túljutott”
A fenomenológia „atyja”, Edmund Husserl annyira fontosnak ítélte meg Descartes „annyira metafizikai” fejtegetéseit, hogy azt állította, a saját maga által létrehozott transzcendentális fenomenológiát akár „újkartezianizmusnak” is lehetne nevezni, ha nem kellene a karteziánus filozófia szinte összes ismert tanításait elutasítani. A descartes-i módszeres kételkedésnek mint külső világ létezésére vonatkozó ítéleteink felfüggesztését, a „transzcendentális epoché” gyakorlását előíró módszernek Husserl alapvető jelentőséget tulajdonít, ugyanakkor azt is állította, hogy Descartes az egész gondolkodásra nézve végzetes hibát követett el, amikor eljutva a „gondolkodom, tehát vagyok” tételhez nem vonta le az ebből adódó radikális következtetéseket.
Gilbert Ryle, a „nyelvanalitikus” a Szellem fogalma könyvében arra tett kísérletet, hogy leromboljon egy Descartes-tól eredő mítoszt: „a gépben lakozó szellem” mítoszát (a műből a megfelelő idézetet ide kattintva olvashatod).

## Fontosabb művei (időrendben)

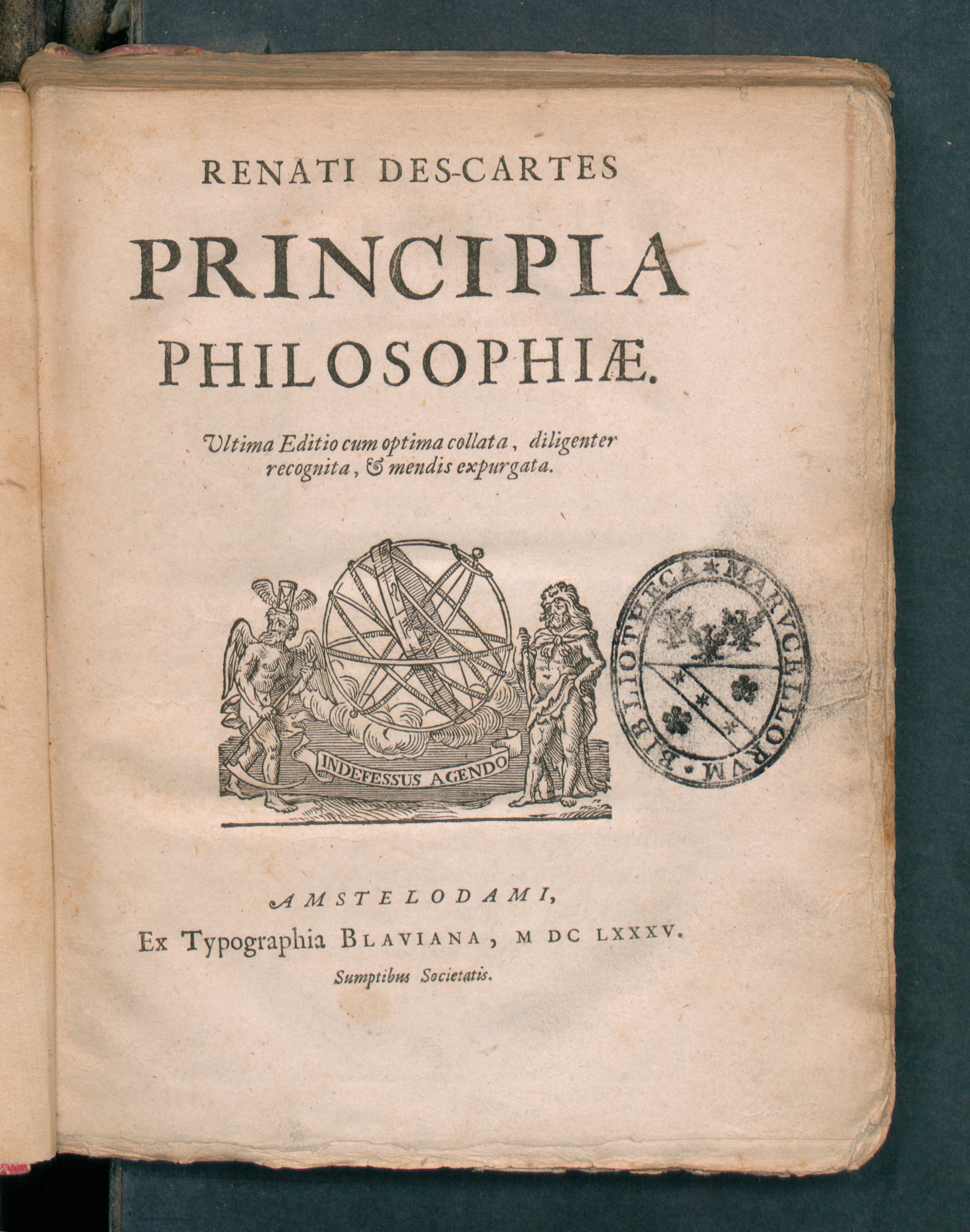
Principia philosophiae, 1685

- Compendium musicae (Zenetudományi kézikönyv) (1618–1619)
- Regulae ad derictionem ingenii (Szabályok az értelem vezetésére) (1619)
- Le Monde ou Traité de la Lumière (A világ avagy tanulmány a fényről) (1632–33)
- Discours de la Méthode, Dioptrique, Météores, Géométrie (Értekezés a módszerről, Dioptrika, Égi jelenségek, Geometria)(1632-33)
- Meditationes de la prima philosophia (Elmélkedések az első filozófiáról[9]) (1637)
- Meditationes de la prima philosophia (2. kiadás) (1642)
- Levelezések Erzsébet hercegnővel, Principia Philosophiae (A filozófia alapelvei) (1644)
- Specimina Philosophiae, seu Dissertatio de methodo, Dioptrice et Meteora (Filozófiai írások, avagy értekezés a módszerről stb.) (1644)
- Meditationes metaphysique (Metafizikai elmélkedések) (1644)
- Principes de la Philosophie (Az 1642-es mű francia fordítása)
- Description de corps humain (Az emberi test leírása) (1647)
- Les Passions de l'Âme (A lélek szenvedélyei) (1649)
- La Naissance de la Paix (A béke születése – balettlibretto) (1649)
- La Recherche de la vérité par la lumière naturelle (Az igazság kutatása a természetes világosság által (megírási ideje bizonytalan)

## Magyarul
- 1. Értekezés az értelem helyes használatának módszeréről. 2. Elmélkedés a metafizikáról; ford., jegyz. Alexander Bernát; Franklin, Bp., 1881 (Filozófiai írók tára)
  - (Értekezés a módszerről címen is)
- 1. Értekezés az értelem helyes használatának módszeréről. 2. Elmélkedés a metafizikáról; ford., jegyz. Alexander Bernát; 2. jav., bőv. kiad.; Franklin, Bp., 1881 (Filozófiai írók tára)
- A szabadságról; vál., bev. J. P. Sartre, Officina, Bp., 1948 (Officina könyvtár)
- Válogatott filozófiai művek / Szabályok az értelem vezetésére / Értekezés az ész helyes vezetésének és a tudományos igazság kutatásának módszeréről / Az igazság kutatása a természetes világosság által; ford. Szemere Samu, bev. Rozsnyai Ervin: Descartes és az újkori filozófia, sajtó alá rend., jegyz. Nádor György; Akadémiai, Bp., 1961 (Filozófiai írók tára)
- A módszerről; vál., bev., jegyz. Tamás Gáspár Miklós, ford. Alexander Bernát, Szemere Samu, Tamás Gáspár Miklós; Kriterion, Bukarest, 1977
- Értekezés a módszerről; ford., bev., jegyz. Alexander Bernát; Kossuth–Tekintet Alapítvány, Bp., 1991
  - (Értekezés az értelem helyes használatának módszeréről címen is)
- Értekezés a módszerről. Teljes, gondozott szöveg; Szemere Samu fordítását átdolg., szerk., jegyz. Boros Gábor; Ikon, Bp., 1993 (Matúra bölcselet)
- Igazságkeresők. Galileo Galilei (1564–1642) és René Descartes (1596–1650) művei; ford. Zemplén Jolán; Interpopulart, Szentendre, 1993 (Populart füzetek)
- Elmélkedések az első filozófiáról[9] (ford., utószó: Boros Gábor), Atlantisz Könyvkiadó, Bp., 1994 ISBN 963-7978-66-6
- A lélek szenvedélyei; ford., utószó Dékány András; Ictus, Szeged, 1994
- A filozófia alapelvei; ford., utószó Dékány András; Osiris, Bp., 1996 (Osiris könyvtár. Filozófia)
- Test és lélek, morál, politika, vallás. Válogatás a kései írásokból; ford. Barcza Katalin et al., szerk., jegyz., tan. Boros Gábor, Schmal Dániel; Osiris, Bp., 2000 (Sapientia humana)
- Descartes levelei Pfalzi Erzsébet hercegnőhöz, 1643–1649; ford. Rokay Zoltán; Ecclesia, Bp., 2008
- A lélek szenvedélyei és más írások; Dékány András ford. felhasználásával ford. Boros Gábor, Gulyás Péter, bev., jegyz. Boros Gábor, tan. Charles Le Brun, ford. Bartha-Kovács Katalin; L'Harmattan–SZTE Filozófia Tanszék, Bp.–Szeged, 2012 (Rezonőr)
- Dioptrika; ford. Kékedi Bálint, Schmal Dániel, Tóth Zita Veronika; Gondolat, Bp., 2016 (Észlelet)
- A kozmosz, a szellem és az állati lélek. René Descartes és Henry More levelezése; ford., jegyz., utószó Schmal Dániel; Gondolat, Bp., 2023 (Észlelet)

## Kapcsolódó szócikk
- Erwin Bowien